# Српска гимназија у Цариграду
Српска гимназија у Цариграду је основана 1893. у Турској царевини и остаје све до 1901/902. године када се укида.
Завршила је свој задатак сачекавши да се скопска и солунска гимназија оснују.

## Списак директора гимназије
- Василије Десић (1893–1894)
- Милош Динић (1893–1901)
- Мита Лукић, последње године рада заступник директора 1901/2.[2]

## Знаменити ученици
- Глигорије Елезовић
- Стеван Симић